# Camille Walala

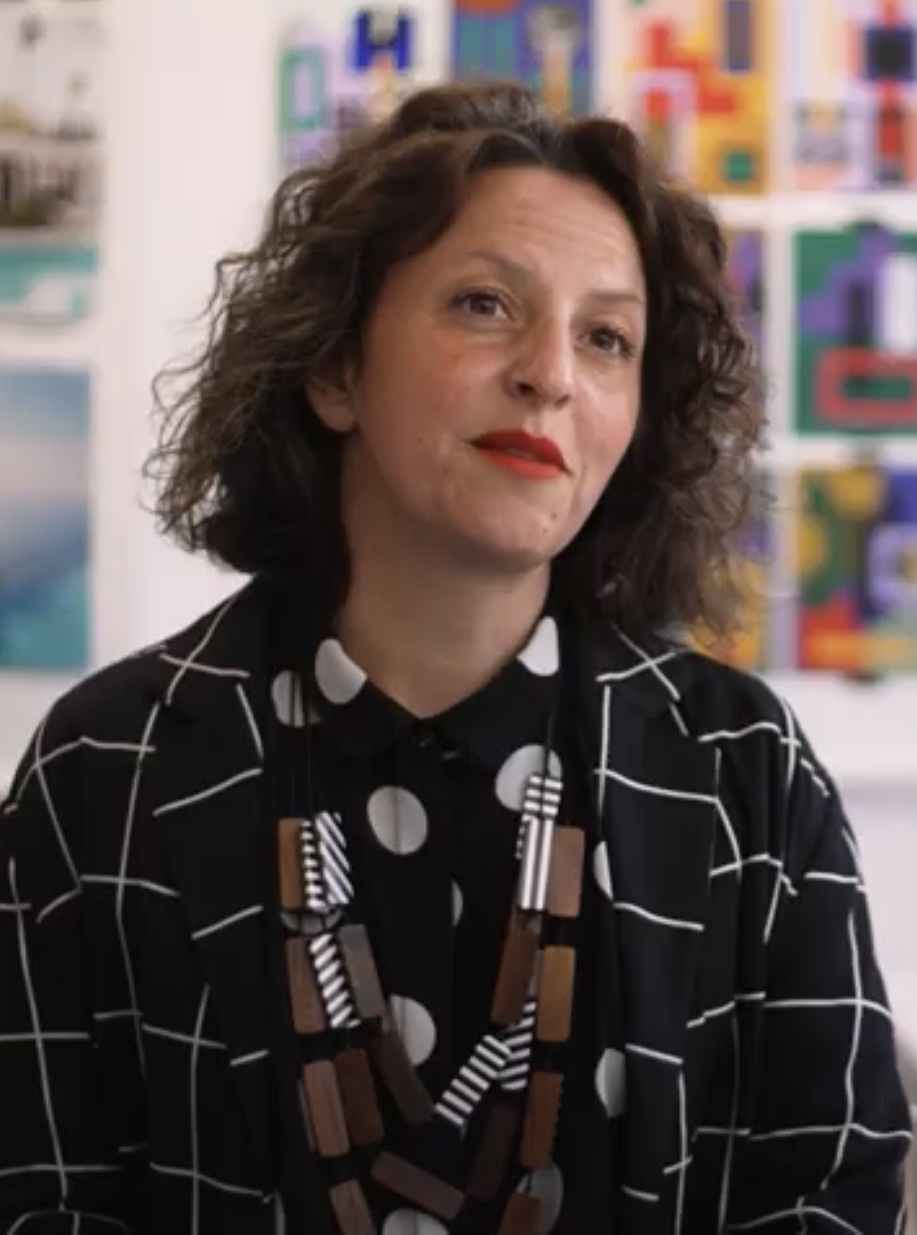
Camille Walala

Camille Walala is een Frans grafisch ontwerpster, textieldesigner en interieurvormgeefster. 

## Biografie
Walala haar vader was een architect. Na de scheiding van haar ouders woonde haar moeder in een kleurrijke woning in de Provence. Haar vader in een grijze stedelijke omgeving en dit stoorde haar.
Walala ging in 1997 naar Camden Town voor enkele maanden om haar Engels te verbeteren. Na haar studies keerde ze in 1998 terug naar Londen. Ze volgde er avondlessen tekenen en kwam aan de bak met het ontwerpen van textieldesign. In 2012 kreeg ze van een kennis de mogelijkheid om het interieur van nachtclub XOYO vorm te geven. Sindsdien integreert ze kunst en textielmotieven in een stedelijke context.

## Selectie werken
- Interieur XOYO nachtclub
- Interieur Salt Boutique Hotel Mauritius
- Zetel van Natuzzi
- Industry City in Brooklyn
- Villa Walala op het London Design Festival (Broadgate) in 2017
- Facebook office lobby
- 2020 - Lego house[3]